# Nolčovo
Nolčovo és un poble i municipi d'Eslovàquia que es troba a la regió de Žilina, al centre-nord del país. El 2017 tenia 250 habitants.

## Demografia
| Godina             | 1994 | 2004    | 2014   | 2024   |
| ------------------ | ---- | ------- | ------ | ------ |
| Nombre de persones | 315  | 254     | 245    | 254    |
| Diferència         |      | −19,36% | −3,54% | +3,67% |

| Godina             | 2023 | 2024   |
| ------------------ | ---- | ------ |
| Nombre de persones | 255  | 254    |
| Diferència         |      | −0,39% |